# Road to Singapore
Road to Singapore is een Amerikaanse filmkomedie uit 1940 onder regie van Victor Schertzinger. Destijds werd de film in Nederland uitgebracht onder de titel De verliefde vagebonden.

## Verhaal
De miljonairszoon Josh Mallon werkt liever op een schip dan in de voetsporen te treden van zijn vader. Zijn vriend Ace Lannigan en hij willen ook onder een gearrangeerd huwelijk uit komen. Ze hebben zich allebei voorgenomen om geen aandacht meer te schenken aan vrouwen, maar ze vergeten dat voornemen, wanneer ze kennismaken met Mima.

## Rolverdeling
| Acteur         | Personage           |
| -------------- | ------------------- |
| Bing Crosby    | Joshua Mallon V     |
| Dorothy Lamour | Mima                |
| Bob Hope       | Ace Lannigan        |
| Charles Coburn | Joshua Mallon IV    |
| Judith Barrett | Gloria Wycott       |
| Anthony Quinn  | Caesar              |
| Jerry Colonna  | Achilles Bombanassa |

## Filmmuziek
- Captain Custard
- The Moon and the Willow Tree
- Sweet Potato Piper
- Too Romantic
- Kaigoon